# كيرن جورمان
كيرن جورمان (بالإنجليزية: Kieran Gorman)‏ هو لاعب جمباز أسترالي، ولد في 30 يوليو 1987.